# Bernd Alois Zimmermann
Pour les articles homonymes, voir Zimmermann.
Bernd Alois Zimmermann est un compositeur allemand, né à Bliesheim, près de Cologne le 20 mars 1918 et mort à Königsdorf (de) (aujourd'hui quartier de Frechen) le 10 août 1970.

## Biographie
Né dans un milieu modeste, Bernd Aloïs Zimmermann a onze ans lorsque ses parents, de fervents catholiques, lui font intégrer le très strict couvent des Salvatoriens de Steinfeld. Il y étudie les langues anciennes, s'imprègne de la pensée de saint Augustin et s'initie à la musique sur l'orgue baroque du couvent. Profondément marqué par cette éducation humaniste et chrétienne, il restera toujours fidèle à la foi de son enfance.
Après avoir obtenu son Abitur en 1937, il entreprend des études de musique, trop vite interrompues par la guerre. Mobilisé en 1939, il est envoyé en France, où il découvre les partitions d'Igor Stravinsky et de Darius Milhaud, puis en Pologne et en Russie, avant d'être finalement réformé en 1942 pour raisons de santé. Il reprend ses études au conservatoire de Cologne, où ses professeurs sont Heinrich Lemacher et Philipp Jarnach. De 1948 à 1950, il suit les cours d'été de Darmstadt, où il apprend les fondements de la technique sérielle auprès de Wolfgang Fortner et de René Leibowitz.
Pour gagner sa vie, il compose des musiques de scène et des pièces radiophoniques ; il fait aussi des arrangements de musiques de variété. Ces travaux alimentaires sont loin de lui déplaire, car il y apprend beaucoup : « On découvre des possibilités insoupçonnées dans l'expérimentation constante avec les instruments, les situations, les registres, les manipulations de bande, les effets de montage. » À partir de 1950, il enseigne au conservatoire de Cologne, d'abord la théorie musicale, puis la composition.
On répartit habituellement les œuvres de Zimmermann en quatre périodes successives (néoclassique, sérielle, pluraliste, statique). On note cependant une certaine continuité de style d'une "période" à l'autre : expressionnisme, utilisation de formes anciennes de la musique, introduction de musiques de jazz et de citations allant du grégorien à Messiaen en passant par Bach, Mozart ou Debussy.

## L'esthétique pluraliste et la conception sphérique du temps
Au contraire de nombre de ses contemporains, Boulez et Stockhausen notamment, Zimmermann ne croyait pas au progrès en art et ne rêvait pas d'un degré zéro de la musique. Après sa cantate pour voix et orchestre Omnia tempus habent (1957), qui est son œuvre la plus strictement sérielle, il met au point sa technique de composition pluraliste, qu'il conçoit comme une réponse à ses interrogations sur la question du temps. S'inspirant du livre XI des Confessions de saint Augustin, il oppose le temps mesurable des horloges et le temps subjectif de notre conscience intérieure, où les différences entre passé, présent et avenir s'annulent, puisque nous pouvons tout à la fois nous souvenir, nous abandonner aux sensations du présent et nous projeter dans le futur. Hanté par l'impossibilité où nous sommes d'appréhender le temps sous ces deux formes à la fois, il a pensé que la musique, art du temps, pouvait lui permettre de résoudre cette aporie en faisant résonner simultanément les trois dimensions du temps. Concrètement, il compose en superposant des strates temporelles ayant chacune leur propre vitesse de déroulement ("temps" étant pris au sens de "tempo") et des citations de musique provenant de différentes époques ("temps" au sens de période historique). Les œuvres les plus représentatives de l'esthétique pluraliste sont l'opéra Les Soldats (1965), la truculente Musique pour les soupers du roi Ubu, composée uniquement de citations, et le Requiem pour un jeune poète (1967-1969), œuvre tout à la fois musicale, littéraire, politique et philosophique.
Déprimé depuis plusieurs années, atteint d'un glaucome sévère qui évoluait vers une cécité probable, Zimmermann s'est donné la mort le 10 août 1970. Il venait d'achever son Action ecclésiastique Ich wandte mich und sah an alles Unrecht das geschah unter der Sonne (Je me retournai et contemplai toute l'oppression qui se commettait sous le soleil). Dans cette œuvre qu'on peut considérer comme son testament spirituel, Dieu est pris à partie par le Grand Inquisiteur des Frères Karamazov de Dostoïevski, dont la voix s'entrelace avec des fragments de L'Ecclésiaste ("Malheur à celui qui est seul"). Au moment de sa mort, Zimmermann réfléchissait à un nouveau projet d'opéra : Medea, d'après la pièce homonyme de Hans Henny Jahnn.
Il se suicide le 10 août 1970 à l'âge de 52 ans.

## Œuvre

### Orchestre
- Concerto pour violon (1950)
- Concerto pour hautbois et petit orchestre (1952)
- Symphonie en un mouvement (1953)
- Concerto pour trompette (1954)
- Canto di speranza, cantate pour violoncelle et petit orchestre (1952-57)
- Dialogue (1960)
- Musique pour les soupers du roi Ubu (1962 - 1966)
- Concerto pour violoncelle et orchestre en forme de pas de trois (1966)
- Photoptosis, prélude pour grand orchestre (1968)
- Action ecclésiastique pour deux récitants, baryton et orchestre (1970). Création française (en français) à Paris, Maison de Radio France, par l'Orchestre Philharmonique de Radio France, sous la direction de Marek Janowski, le 16 novembre 1990. Soliste : François Le Roux.

### Opéra
- Les Soldats (1964)

### Musique de chambre
- Sonate pour violon et piano
- Sonate pour violon
- Sonate pour alto solo
- Sonate pour violoncelle solo
- Présence pour violon, violoncelle et piano
- Trio à cordes (1944)

### Piano
- Perspektiven pour deux pianos (1957)
- Monologue pour deux pianos (1964)